# اجگیل کلمنسن
اجگیل کلمنسن (انگلیسی: Ejgil Clemmensen; ۲۱ ژوئن ۱۸۹۰ – ۲۴ اکتبر ۱۹۳۲) اهل دانمارک بود.